# ドラックス・ザ・デストロイヤー
ドラックス・ザ・デストロイヤー（Drax the Destroyer）、またはアーサー・ダグラス（Arthur Douglas）は、マーベルコミックスが出版するコミック作品に登場するキャラクターである。マイク・フリードリヒとジム・スターリンにより創造されたこのキャラクターは『アイアンマン』第55号（1973年）で初登場した。
元々地球人であったアーサー・ダグラスはスーパーヴィランのサノスの手によって家族ごと攻撃され、命を落とすが、サノスへの対抗する者が必要と考えたクロノスによってその魂が回収され、新たな強靭な肉体に宿り、ドラックス・ザ・デストロイヤーとして生まれ変わった。ドラックスは怪力と超人的回復力、飛行、手からのエナジーブラスト放射能力を身につけた。ドラックスはサノス、時にはスーパーヒーローのキャプテン・マーベルやアダム・ウォーロックとも戦った。またインフィニティ・ウォッチのメンバーも務めた。2004年には飛行能力とエナジーブラストなどを失った。その後はクロスオーバーイベント『アナアイレーション』及び『アナアイレーション: コンクエスト』で重要な役割を果たした後、新たに結成されたガーディアンズ・オブ・ザ・ギャラクシーのメンバーとなった。
ドラックスはテレビアニメやテレビゲーム、実写映画に登場するほか、玩具やトレーディングカードも作られた。

## 出版上の歴史
ドラックスは『アイアンマン』第55号（1973年2月）で初登場し、マイク・フリードリヒとジム・スターリンによって創造された。『キャプテン・マーベル』第1期第27号（1973年7月）より定期的に登場し、また『ウォーロック』第10号（1975年12月）、『アイアンマン』第88号（1976年7月）、『ウォーロック』第15号（1976年11月）、『Logan's Run』第6号（1977年6月）、『ソー』第314号（1981年12月）、『アベンジャーズ』第219号（1982年5月）にゲスト出演した後、『アベンジャーズ』第220号（1982年6月）でムーンドラゴンに殺害された。
スターリンは『シルバーサーファー』第3期第35号（1990年）でドラックスを復活させ、以後同誌第50号まで複数回登場させた。『インフィニティ・ガントレット』第#1-6号（1991年）に登場後、『ウォーロック・アンド・ザ・インフィニティ・ウォッチ』第1-42号（1992年 - 1995年）でインフィニティ・ウォッチのメンバーとして登場した。その後は『ウォーロック』第3期第1-4号（1998年 - 1999年）、『キャプテン・マーベル』第4期第4-6号（2001年）に登場した。
2004年に全4号となる自身のミニシリーズ『ドラックス・ザ・デストロイヤー』が出版された後、『アナアイレーション: ノヴァ』第1-4号（2005年）と『アナアイレーション』第1-6号（2006年）で重要な役割を果たした。その後、『ノヴァ』第4期第4-7号（2007年）と『アナアイレーション: コンクエスト』に登場後、2008年にリランチされた『ガーディアンズ・オブ・ザ・ギャラクシー』誌で同チームのメンバーとなり、同誌第25号まで登場し続けた。ドラックスは『ザ・サノス・インペラティブ』第1-3号（2010年）に登場し、サノスに殺害された。
ドラックスは『アベンジャーズ・アッセンブル』第4-8号（2012年6月 - 10月）で死に関する詳細が明かされないまま再登場した。またマーベルNOW!の一環で第3期としてリランチされた『ガーディアンズ・オブ・ザ・ギャラクシー』誌にも登場する。

## キャラクターのバイオグラフィ

### 創造と生い立ち
妻と娘が乗る車を砂漠で運転するアーサー・ダグラスは、人間に見られてしまったと考えたサノスが操縦する宇宙船の攻撃を受ける。彼女の娘のヘザーは生存し、サノスの父のメンターによって保護され、タイタンで育てられ、後にムーンドラゴンとなった。
サノスの脅威と戦うための闘士を必要としたメンターとタイタンの神クロノスはダグラスの魂を新しい強靭な肉体に移した。彼は「ドラックス・ザ・デストロイヤー」と名を変え、サノス抹殺を唯一の目的として行動を開始した。ドラックスはアイアンマンと共にサノスとブラッド・ブラザーズと戦うが、サノスは逃亡する。サノスのコズミック・キューブ入手を阻止しようとした際、ドラックスの記憶は復元された。キャプテン・マーベルがサノスを破った際、ドラックスは自分の目的を奪ったキャプテン・マーベルに襲いかかった。ドラックスは復活したサノスを探して宇宙中をさまよった。彼がサノスが再び自分を具現化したことを知るまでにはサノスはキャプテン・マーベル、アベンジャーズ、アダム・ウォーロックとの戦いに敗れた。キャプテン・マーベルと共にドラックスはISAAC、スレララックス、ロード・ガエア、エリシウス、カオスと戦った。
しばらくしてドラックスはエイリアンの支配下となり、娘のムーンドラゴンとスーパーヒーローのソーと戦った。ドラックスは回復した後、ムーンドラゴンと共に知識を求めて宇宙を旅した。最終的に彼らはヒューマノイドエイリアンが内戦を起こしている惑星バ・バニスにたどり着く。ムーンドラゴンは争いを鎮めるために精神パワーを利用して自分自身を女神と認識させて管理しようとする。ドラックスはそれを卑劣であると感じ、救難メッセージを乗せた宇宙船を地球に送った。メッセージを受け取ったアベンジャーズはムーンドラゴンに精神を支配された惑星へとたどり着いた。アベンジャーズによって精神コントロールから解放されたドラックスはムーンドラゴンに立ち向かうが、精神と身体を分離させられてしまう。

### インフィニティ・ウォッチ
サノスがミストレス・デスにより復活させられると、クロノスはドラックスを生き返らせ、より強力な力を与えた。しかしながらクロノスはドラックスの死の影響を考慮しておらず、彼の心はムーンドラゴンによる損傷を負ったままであった。ドラックスは他のヒーローたちと共にインフィニティ・ガントレットの所有者となったサノスやネビュラと戦った。その後ドラックスはアダム・ウォーロックによってパワー・ジェムの所有者に選ばれ、インフィニティ・ウォッチの一員となった。
エナジーヴァンパイアのルーンがジェムを盗んだ後、ウォッチは別行動を取った。ドラックスはムーンドラゴンと共にタイタンへと戻り、クロノスに頼んで自分のパワーを落とすことと引き換えに傷ついた心を元に戻して貰った。ドラックスはエリシウスなどを殺したことを告発されるが、サイフォンにより精神操作された結果であったことが発覚すると無罪となった。ムーンドラゴンを捜している最中にドラックスはジーニス・ヴェルと喧嘩になる。この際にドラックスとジーニスはミクロバースへ転送される。

### 復活
その後ドラックスはパイボック、ルナティク、ブラッド・ブラザーズと共に刑務所の移送船で目撃される。船はアラスカで墜落し、ドラックスは住民を守るために他の囚人たちを攻撃する。彼はキャミという少女を娘と見間違え、彼女をパイボックから守ろうとする。ドラックスは殺されたかと思われたが、その死体の大きな殻からより細く、知的なドラックスとなって蘇った。2隻目の宇宙船が到着するとドラックスとキャミは逮捕された。
キルン刑務所でのアニヒラスの攻撃を生き延びたドラックスとキャミはゼンダリアン・ノヴァ・コーズの最後の生き残りであるリチャード・ライダーと手を組んだ。ドラックスとノヴァは共にアナアイヒレーション・ウェーブと戦うこととなった。ドラックスはサノスがムーンドラゴンを人質に取っており、追跡すれば死ぬことを知る。アナアイレーション・ウェーブとユナイテッド・フロントの戦いの最中、ノヴァと他のグループ（キャミも含む）が避難を終える間、ドラックスは侵入者を退けるために残った。ドラックスはアナアイレーション・ウェーブの母船まで進撃するとサノスを発見し、殺害した。ドラックスは捕らえられていたギャラクタスを解放し、ギャラクタスはドラックスとムーンドラゴンを遠くの惑星にテレポートさせた。その後、ムーンドラゴンはドラックスが「消えた」と言う。またキャミは生存し、サノスの案内人と共に居る姿が目撃されている。
ファランクスのクリー侵攻の際、ドラックスはハイブマインドの「選択」により同化されてしまう。ファランクスは惑星から逃れたノヴァを追うためにガモラと共にドラックスを派遣した。その後2人はファランクスから解放され、ハラでのウルトロンとの戦いに参加する。

### ガーディアンズ・オブ・ザ・ギャラクシー
スター・ロードはドラックスを新しいガーディアンズ・オブ・ザ・ギャラクシーのメンバーとして雇った。ガーディアンズはサノスと同盟し、「キャンサーバース」と呼ばれる別世界への移動することを余儀なくされた。過酷な冒険の末、ドラックスはサノスを攻撃し、殺害された。その後死に関する詳細が描かれないまま、地球でガーディアンズと共に再登場した。

## パワーと能力
ドラックスのパワーは当初は怪力、超人的スタミナ、物理耐性のみであったが、後にコズミック・エナジーを両手から放出する能力を身につけた。また空気、水、食料なしで宇宙空間や超空間を高速で移動可能である。さらに広範囲にわたってサノスの存在を感知することができる。
2006年の「アナアイレーション」の直前からドラックスの肉体は大幅に小型化しており、物理的な力もそれに相応して下がる、また飛行能力とエナジーブラストも失っている。一方で知能は回復しており、戦闘ではナイフを使うようになった。また一時的にサノスのフォースフィールドを通り抜ける能力があった。

## MCU版
マーベル・シネマティック・ユニバース（MCU）では、デビッド・バウティスタが演じる。日本語吹替は楠見尚己が担当。
本項は、“アース616”（正史の宇宙）におけるドラックスを主軸に表記する。

### キャラクター像
妻の“オヴェット（Ovette）”と娘の“カマリア（Kamaria）”を手にかけたロナン・ジ・アキューザーと、その黒幕であるサノスへの復讐を誓うパワーファイター。筋肉質で濁った灰色の肉体とスキンヘッド、赤い部族紋様が刻まれた顔面と後頭部や上半身という厳つい外見が特徴。
そのような第一印象と後述の肩書きとは裏腹に根はとても素朴でざっくばらんとしており、言われた言葉をそのまま受け取ってしまうため、比喩や冗談を理解できず、加えて短絡的且つアバウトな行動や、ズレた言動と豪快な笑いで周囲を引かせることが多い。それ故に些細な事で興奮することもあるが、たとえ憎んでいた相手でも一度仲間と認めれば、それまでの確執を捨てて親密に接するなど、頭の切り替えの早さと人一倍厚い情を持ち合わせている。また、音楽やダンスには全く興味関心がない。
ピーター・クイル/スター・ロードたち“ガーディアンズ・オブ・ギャラクシー”の仲間のことは、感じたことをよく口にして困惑させてはいるものの、新しい「家族」と公言するほど大切に思っている。

### 『ホワット・イフ...?』版
声 - フレッド・タタショア
日本語吹替 - 楠見尚己
ドラックス（アース21818）
“アース21818”におけるドラックス。クリー人から故郷と妻子をティ・チャラ/スター・ロードに救われており、ガーディアンズにも加入しておらず、惑星“コントラクシア”の“アイアン・ロータス”でバーテンダーとして働いており、来客への決済法として「カードではなく、現金払いにしてくれ」と伝える真面目に勤務する姿と、ミーハーな一面を見せるなど、正史のドラックスと若干異なる人物像をしている。
ドラックス（アース72124）
“アース72124”におけるドラックス。この宇宙でもガーディアンズにも加入していないようで、地球に来訪してソーが盛大に催すパーティーに参加する。
ドラックス（アース29929）
“アース29929”のドラックス。この宇宙におけるガーディアンズの一員である。

### 能力
超常的な特殊能力は持っていないものの、歴戦の戦士に相応しいその肉体には強靭な肌、膂力、素早さ、敏捷性、加速的な治癒能力などが兼ね備わっており、勇敢さと無鉄砲さも相まって暴れ始めると大勢の常人すらも圧倒できるほどの実力を見せる。愛用の短剣は勿論、エネルギーブラスターなどあらゆる種類の武器の扱いにも長ける。

### 武器
ドラックスの短剣（Drax's Knives）
愛用の2本の“テンパー鉄合金”製のナイフ。ブーツの側面のホルダーに挿して携行する。ドラックスの故郷で鍛造されたこのナイフは、模様付きでざらついた持ち手がドラックスのグリップに合っており、刃にはドラックスの身体と同じ部族紋様が刻まれている。ドラックスはこのナイフを常に磨き、戦闘で斬撃や投擲に用いる。
このほかにもドラックスは、“ハドロン・エンフォーサー”や“ミラノ号”にストックされているブラスターも行使する。

### 各作品での活躍
『ガーディアンズ・オブ・ギャラクシー』
本作でMCU初登場。
故郷の惑星で愛する家族と幸せな日々を送っていたが、ロナンの侵略により妻子を殺されてしまい、彼への復讐を誓う。そのために、銀河の至る所でロナンの部下を数十人以上殺し続けて“破壊王”の異名を得たのも束の間、“ノバ軍”に逮捕されて“キルン刑務所”へと収監され、当刑務所で最も恐ろしい囚人として周囲から畏怖されていた。
収監されてきたクイルたちとは、「裏切り者のガモーラを生かしておけばロナンが追ってくる」という打算で付き合って共に脱獄するも、それからもガモーラとは睨み合いを続け、“ノーウェア”ではグルート&ロケットとも大喧嘩まで起こして自棄になった挙句に、ロナンを誘き寄せてしまう。
だが自らの過ちで現状が悪化したことを伝えられると、行いを悔やんで深く反省。ロナンを倒すためガーディアンズ・オブ・ギャラクシーの一員となり、惑星“ザンダー”での戦いでコラス・ザ・パーサーらを倒し、ロナン打倒にも貢献してクイルたちへの友情を深めていった。事後は、ノヴァ軍警察によって前科を抹消され、クイルたちと共に銀河の旅に出る。
『ガーディアンズ・オブ・ギャラクシー:リミックス』
本作では冒頭の“アビリスク”との戦いで相手の体内へ飛び込んだり、“ソヴリン”の艦隊への捨て身の迎撃など、皆の制止を振り切って猪突猛進する姿を見せると共に亡くなった妻との馴れ初めなども明かし、娘の面影を見たマンティスの容姿を醜いと感じているが、エゴがそんな彼女を拾ったことから「醜くても愛されるのは本当に愛されている証拠」と声をかけるなど、物事の核心を突くこともいくつかある。
ソヴリン艦隊から自分たちを救ってくれたエゴと出会ったことで知り合ったマンティスには、妻子を失ったことへの怒り・悲しみを読み取られるも、新しい友として認めるようになる。そしてクイルを取り込んで“拡張”しようとするエゴの猛威に巻き込まれかけながらも、ガーディアンズの仲間/家族やマンティスを守るために奮闘した。
“エゴの星”の壊滅後には、クイルを救って息を引き取ったヨンドゥ・ウドンタの葬儀に立ち会い、ラヴェジャーズ式の葬儀に「美しい」と呟く。
『アベンジャーズ/インフィニティ・ウォー』
ガーディアンズ結成から数年が経った本作でも、基本的な性格からの振る舞いで場の空気を凍らせてしまう点はこれまでと同様であるため、クイルとガモーラの触れ合いを数分間真顔で傍観したり、後に出会ったトニー・スターク/アイアンマンたちとのミーティングでもトニーを困惑させたりと相変わらずのマイペースぶりを見せると共に、妻と娘の真の仇であるサノスに抑えられない怒りを露わにして対峙する。
救出したソーからサノスが“インフィニティ・ストーン”入手に動きはじめたと聞いて、“リアリティ・ストーン”回収のため、クイル・ガモーラ・マンティスとノーウェアに向かうも、この時はサノスに全く挑むことができなかった。
その後、惑星“タイタン”でトニーたちと共闘しサノスへ攻め立てるが、ストーンを複数保有するサノスを倒すことはできず、彼が引き起こした“デシメーション”により塵と化して消滅してしまう。
『アベンジャーズ/エンドゲーム』
本作ではデシメーションから5年もの間消滅したままだったが、アベンジャーズの尽力により復活し、クライマックスにおける2014年からタイムトラベルしてきたサノスの群勢との決戦の際に、タイタンと繋がったゲートウェイからクイル・マンティス・ピーター・パーカー・パーカー/スパイダーマン・スティーヴン・ストレンジ/ドクター・ストレンジと共に戦地となった“アベンジャーズ・コンパウンド”跡地に登場。スティーブ・ロジャース/キャプテン・アメリカの号令で開戦間も無く、コーグと共にカル・オブシディアンに接近戦を挑んだ。
トニーによってサノスの群勢が消滅し、戦いが終わると、ガモーラ以外のガーディアンズの仲間たちやネビュラと共に、トニーの葬儀に参列する。その後地球から旅立つ前に、再度張り合いかけるクイルとソーに「船長の座をかけて戦え」と鼓舞し、直接対決を囃し立てる。
『ホワット・イフ...?』シーズン1
第2話
アース21818におけるドラックスが物語の前半に登場。バーテンダーとして働いていたところにやって来たティ・チャラを歓迎し、カメラロボットに彼とのツーショット写真を撮らせ、1回目の撮影がひど過ぎと感じて2回目も撮影させる。
第7話
アース72124におけるドラックスが登場。ラスベガスのパーティーでは、ジェットパックで空を飛んですぐに噴水へ墜落したヴォルスタッグを見て大喜びし、シドニーのハーバーブリッジの上でのパーティーでは、ソーの横で嘔吐した傍らで、彼が突然パーティーの終わりを宣言すると、失望して「あんたこそお邪魔虫だぞ！」と叫び、皆と共にその場から帰ろうとする。
第8話
アース29929におけるドラックスが物語の前半に登場。ソヴリンにおいて、襲撃してきたウルトロン軍団に戦いを挑むも、相手が起こした惑星の滅亡に巻き込まれる。
『ソー:ラブ&サンダー』

『ガーディアンズ・オブ・ギャラクシー ホリデー・スペシャル』

『ガーディアンズ・オブ・ギャラクシー:VOLUME 3』

## 他のメディア

### テレビ
- テレビアニメ『Silver Surfer』の第5-6話「Learning Curve」ではノーマン・スペンサー（英語版）が声を務めた。ドラックスはアンドロイドでメンターの仲間である。

- テレビアニメ『アルティメット・スパイダーマン』ではデヴィッド・ソボロブ（英語版）がドラックスの声を務めた。

- 『Avengers Assemble』の第1シーズン第22話「Guardians and Spaceknights」ではデヴィッド・ソボロブがドラックスの声を務めた。

- 『Hulk and the Agents of S.M.A.S.H.』ではデヴィッド・ソボロブがドラックスの声を務めた[45]。

### テレビゲーム
- 『マーヴル・スーパーヒーローズ』ではサノスのステージの背景で氷像となっているドラックスが登場する。

- 『LEGO マーベル スーパー・ヒーローズ ザ・ゲーム』ではデヴィッド・ソボロブがドラックスの声を務めた。